# Gottolengo
Gottolengo (IPA: [got to lén go] y Otalènc en dialecto bresciano) es un municipio italiano de 5.275 habitantes de la provincia de Brescia en Lombardía. Se encuentra en la zona de la Baja bresciana, el punto más meridional y con más población de toda la provincia.

Gottolengo es un importante sitio arqueológico, debido al gran número de restos desenterrados a partir de la mitad de los años veinte del siglo pasado en la zona del Castellaro. Hoy en día es también un centro industrial, pero conserva numerosos rasgos de vida campesina a la que la zona había estado ligado hasta no hace muchos decenios. La pequeña y hoy desierta fracción geográfica de Solaro se encuentra al norte del centro habitado.

## Evolución demográfica
| Gráfica de evolución demográfica de Gottolengo entre 1861 y 2001 |
|                                                                  |
| Fuente ISTAT - elaboración gráfica de Wikipedia                  |